# 薛书田花园
薛书田花园又名薛家花园，位于中国山西省运城市新绛县县城龙兴镇城内东槐道巷北，后门开在四府街。已列为新绛县文物保护单位。

## 历史
薛家花园相传由明代一位王姓布政使创建，清乾隆年间重修，清末成为薛书田产业。

## 建筑
花园现存两座院落，占地面积720平方米。西院建筑已改建。东院仍为四合院，除西房“赏月亭”已改建外，尚存北房“四明亭”，面阔、进深均为3间，歇山卷棚顶；南房面阔3间半，东房面阔5间。院落中的鱼池和石拱桥已消失。

## 保护
1995年12月，乔家花园公布为新绛县文物保护单位。